# Der verliebte Pilger

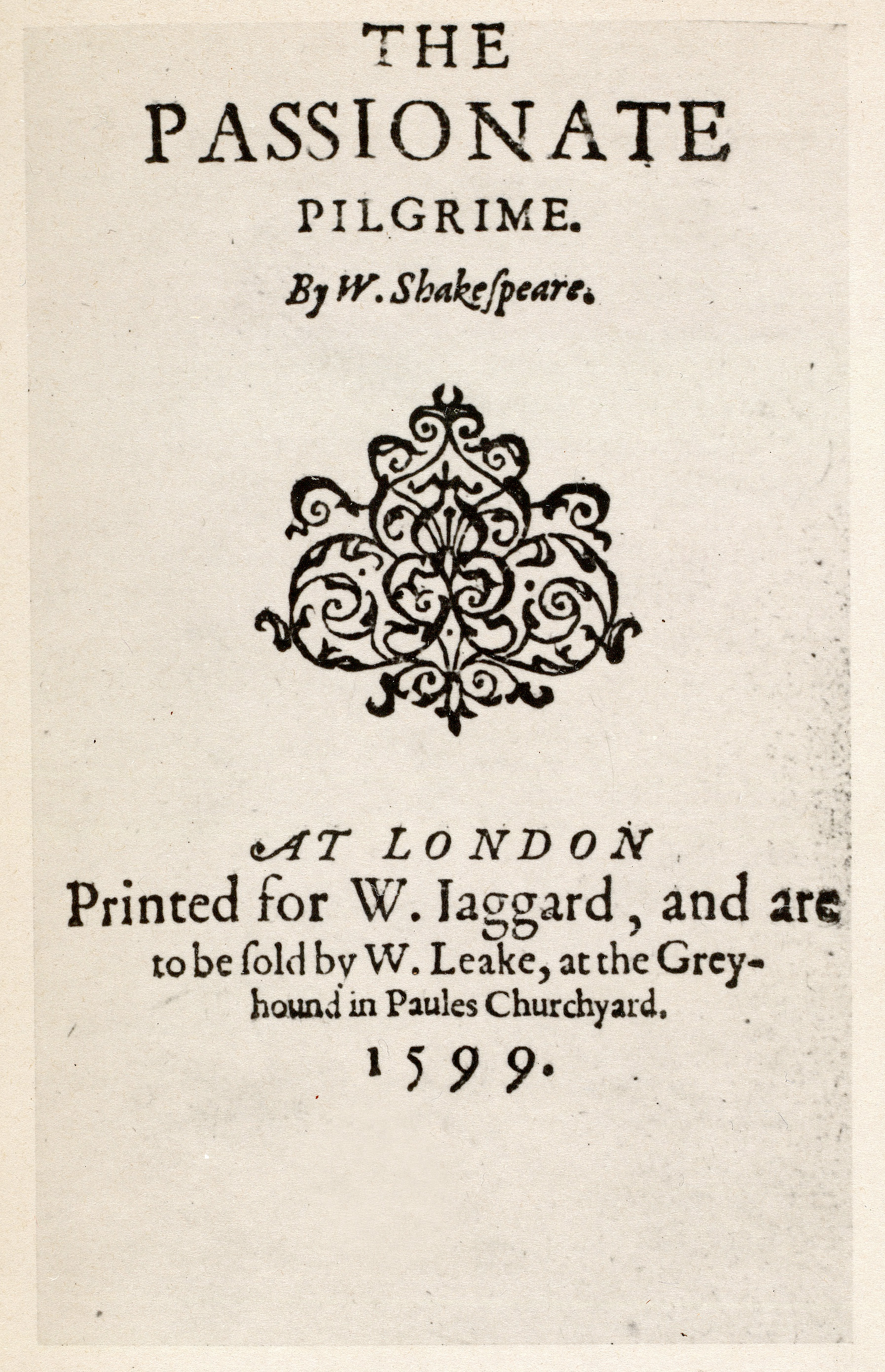
Titelblatt des Quarto von 1599

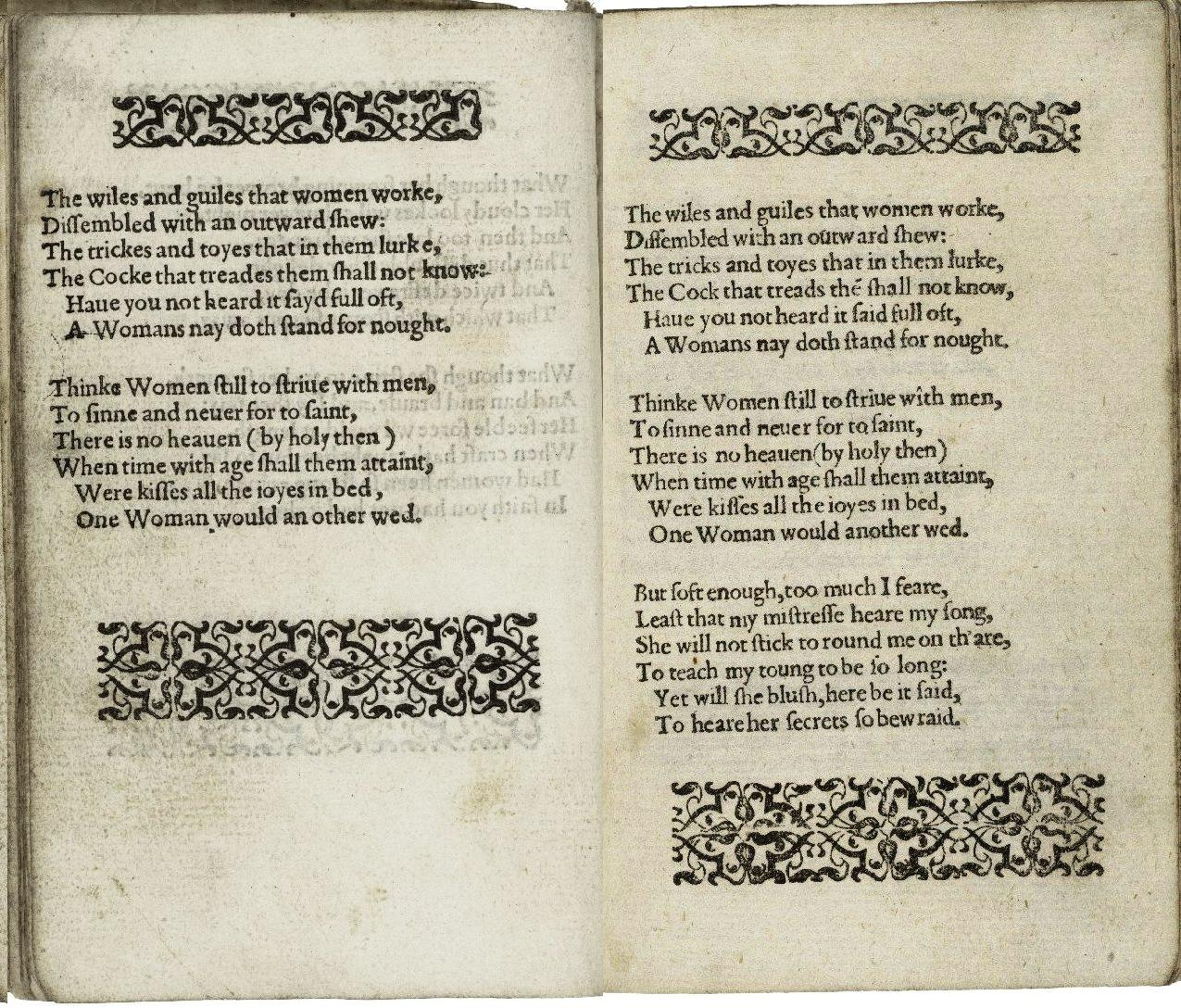
Gegenüberstellung der ersten und zweiten Druckausgabe von The Passionate Pilgrim, Gedicht 18 ab siebter Strophe

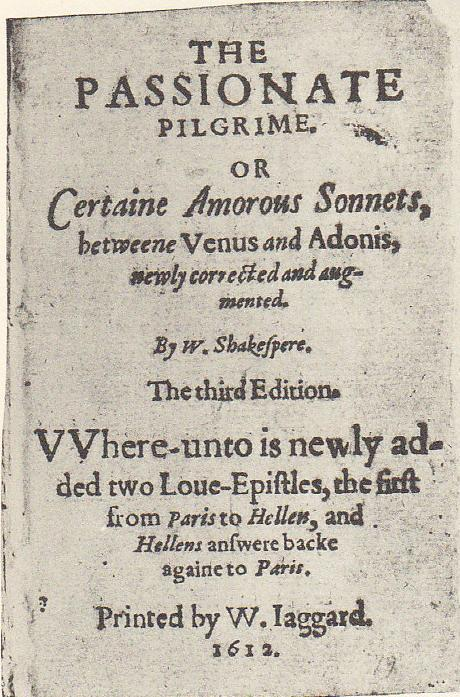
Titelseite von The Passionate Pilgrim in der erweiterten Ausgabe 03 von 1612

Der verliebte Pilger (engl. The Passionate Pilgrim, frnengl. The Passionate Pilgrime) ist eine spätestens 1599 erstmals veröffentlichte Sammlung von Gedichten, die auf dem Titelblatt William Shakespeare zugeschrieben werden. Tatsächlich sind jedoch nur fünf der Gedichte ohne jeden Zweifel von Shakespeares Hand. Es geht in den Gedichten thematisch um Versuche der Liebeswerbung und Reflexionen über die Schönheit, Liebe und Vergänglichkeit. In qualitativer und drucktechnischer Hinsicht sind deutliche Unterschiede zwischen den einzelnen Gedichten erkennbar.
Die Gedichte 1 und 2 entsprechen den Shakespeare-Sonnetten 138 und 144, die Gedichte 3, 5, und 16 stammen aus Love's Labour's Lost. Vier der anderen Gedichte wurden als Werke anderer Autoren identifiziert. Gedicht 19 ist ein Text aus Christopher Marlowes The Passionate Shepherd to His Love zusammen mit der ersten Strophe aus Sir Walter Raleighs The Nymph's Reply to the Shepherd. Gedicht 11 ist ein Sonett aus Bartholomew Griffins Fidessa (1596). Die Gedichte 8 and 20 erschienen in Richard Barnfields Poems in Divers Humors (1598).
Die Verfasserschaft der übrigen elf Gedichte lässt sich schwer bestimmen. Im Hinblick auf Gedicht 12, das längere Zeit allerdings nicht ohne Kontroversen Shakespeare zugeschrieben wurde, können nach Ansicht des Shakespeare-Forschers Hallit Smith allerdings keine überzeugenden Gründe für eine shakespearesche Urheberschaft ins Feld geführt werden.

## Text- und Entstehungsgeschichte
In den späten 1590er Jahren waren Venus and Adonis und The Rape of Lucrece bekannt als zwei der beliebtesten und häufig nachgeahmten Gedichte der damaligen Zeit. Zugleich hatte Shakespeare bis spätestens 1598/99 seinen Ruf als Dichter und Dramatiker gefestigt; sein Name hatte einen unverkennbaren Marktwert erlangt. Venus war bis 1598 dreimal nachgedruckt worden; im gleichen Jahr erschien der Name William Shakespeares zum ersten Mal auf der Titelseite von The Tragedy of King Richard the Second und Francis Meres rühmte in Palladis Tamia (1598) unter explizitem Bezug auf Shakespeare dessen ‘sugared Sonnets among his private friends’.
Der Drucker und Herausgeber William Jaggard, der 1623 auch die erste Folio-Edition von Shakespeares Werken verlegte, nutzte höchstwahrscheinlich diesen Bekanntheitsgrad Shakespeares und die Nachfrage nach weiteren Gedichten aus seiner Feder für die eigenen wirtschaftlichen Zwecke aus. Der verliebte Pilger mit zwanzig Gedichten, die aus zeitgenössischer Sicht anscheinend von Shakespeare selber verfasst und autorisiert worden waren, wurde von ihm 1599 im Oktavformat veröffentlicht. Die erste Druckausgabe noch zu Lebzeiten Shakespeares, die eine schlechte Papier- und Druckqualität aufweist, wurde im Auftrag Jaggards von dem unerfahrenen Drucker T. Judson angefertigt. Vermutlich erschien der erste Druck bereits im September 1598, da zu diesem Zeitpunkt die Inbetriebnahme der ersten Druckpresse Judsons dokumentarisch belegt ist und der Druck von The Passionate Pilgrim vermutlich der erste Druckauftrag Judsons in seiner nur kurzen Laufbahn als Drucker war.
1599 gab Jaggard eine zweite, von einem anderen Drucker gesetzte Ausgabe heraus, die – wie auf der Titelseite ausgewiesen – im Buchgeschäft von W. Leake verkauft werden sollte. Leake besaß seit dem 26. Juni 1596 die Druckrechte für Venus and Adonis; aller Wahrscheinlichkeit nach versuchte Jaggard so geschäftstüchtig dafür zu sorgen, dass Sammler, die ein Exemplar von Venus and Adonis kaufen wollten, gleichzeitig eine Ausgabe von The Passionate Pilgrim erwarben.
Wie Jaggard in den Besitz der Manuskripte für den Druck gelangte, ist ungeklärt. Heutige Editoren gehen zumeist von der Hypothese aus, Jaggard habe Kopien von zwei der von Shakespeare verfassten Sonette erhalten und deren Wert erkannt. Für eine Buchausgabe als Sammlung habe dies jedoch nicht ausgereicht. Daher habe Jaggard weitere lyrische Passagen über Venus und Adonis aus kurz zuvor im Druck erschienenen dramatischen Werken Shakespeares entnommen und andere Gedichte unbekannter Verfasser hinzugefügt, um genügend Material als Grundlage für eine Gedichtsammlung in Buchform zu haben. Eindeutige Beweise oder Indizien für diese Hypothese, die nur eine von mehreren denkbaren Erklärungsmöglichkeiten darstellt, gibt es bislang allerdings nicht.
Drei dieser frühen Druckausgaben Jaggards sind in unterschiedlicher Form jeweils in einzelnen Exemplaren erhalten geblieben. Das als 01 oder Folger bzw. Burton–Longner bekannte Exemplar, das nur unvollständig überliefert ist, wird von der Folger Library, verwahrt. Zwei noch existente Exemplare des als 02 bekannten Drucks der zweiten Ausgabe befinden sich im Trinity College in Cambridge sowie in der Huntington Library; zwei weitere Exemplare einer dritten Ausgabe ebenfalls jeweils in der Folger Library und der Bodleian Library. Eine um Thomas Heywoods Gedichte erweiterte Auflage 1612 brachte Jaggard Proteste gegen die Shakespeare-Zuschreibung ein. Von einigen Shakespeare-Forschern oder Herausgebern wird vermutet, dass zwischen diesen Druckausgaben in dem Zeitraum von 1599 bis 1612 noch weitere Drucke veröffentlicht wurden.
1612 gab Jaggard eine erweiterte Neuausgabe heraus mit zusätzlichen Gedichten über Helena, die er bereits auf der Titelseite des Drucks ankündigte: “Whereunto is newly added two Love Epistles, the first from Paris to Hellen, and Hellen's answere back again to Paris”. Diese Gedichte stammten tatsächlich aus Thomas Heywoods Troia Britannica bzw. Great Britain’s Troy, die Jaggard 1609 im Druck veröffentlicht hatte. Heywood selber protestierte gegen diesen Raubdruck in seiner Apology for Actors (1612) mit der Aussage, dass Shakespeare durch Jaggard sehr verletzt werde (“much offended)” durch diesen kühnen Umgang mit seinem Namen (“so bold with his name”). Halliday und Jones zufolge nahm Jaggard danach die urheberschaftliche Zuordnung dieser Gedichte zu Shakespeare in unverkauften Exemplaren der Ausgabe von 1612 wieder zurück.

## Sekundärliteratur
- Colin Burrow: Introduction: The Passionate Pilgrim. In: Colin Burrow (Hrsg.): William Shakespeare, The Complete Sonnets and Poems, Oxford World Classics, Oxford University Press, Oxford und New York 2002, S. 74–82.
- Catherine Duncan-Jones und H.R. Woudhuysen: Introduction. In: Catherine Duncan-Jones und H.R. Woudhuysen (Hrsg.): Shakespeare’ Poems. Venus and Adonis, The Rape of Lucrece and the Shorter Poems. The Arden Shakespeare, Third Series, Bloomsbury Publishing Plc, London 2018 (Erstauflage 2007), S. 82–91.
- Hallet Smith: The Passionate Pilgrim. In: G. Blakemore Evans (Hrsg.): The Riverside Shakespeare. Houghton Mifflin Company, Boston et al., 6. Auflage 1974, ISBN 0-395-04402-2, S. 1787f.
- John Roe: Textual Analysis. In John Roe (Hrsg.): The Poems: Venus and Adonis, The Rape of Lucrece, The Phoenix and the Turtle, The Passionate Pilgrim, A Lover's Complaint. Cambridge University Press, Cambridge 2006, ISBN 978-0-521-67162-0, S. 296–305, hier S. 301–305.